# Andrea Begley
Andrea Begley (Dundee, 15 gennaio 1987) è una cantautrice irlandese.

## Biografia
Andrea Begley è salita alla ribalta nel 2013, quando ha partecipato alla seconda edizione di The Voice UK, da cui è uscita vincitrice. Il suo album di debutto The Message è stato pubblicato nell’ottobre del medesimo anno ed ha raggiunto la 7ª posizione della Official Albums Chart e la 61ª della Irish Albums Chart. Il suo primo singolo è stato una cover d My Immortal, arrivato alla numero 30 della classifica britannica, dove ha piazzato anche una cover di Ho Hey alla 98. Nel 2014 la cantante è tornata in Irlanda, dove si è esibita in occasione di due tour nel 2018 e nel 2019. Il suo secondo disco Soul of a Songbird è uscito a dicembre 2019.

## Discografia

### Album in studio
- 2013 – The Message
- 2019 – Soul of a Songbird

### Singoli
- 2013 – Dancing in the Dark
- 2013 – My Immortal
- 2014 – In the Bleak Midwinter
- 2017 – Never A Pal Like Mother
- 2019 – Beyond the Rainbow's End
- 2019 – Always Remember Us This Way (con gli Hype)
- 2019 – Shallow (con gli Hype)